# Forza Milan!
Forza Milan! è stata una rivista mensile di argomento calcistico dedicata interamente all'Associazione Calcio Milan, pubblicata dal 1963 al 2018.

## Descrizione

La redazione del mensile nel 1988

Fondata dal giornalista Gino Sansoni, è stata l'organo ufficiale della società rossonera. Al suo interno si potevano trovare pagine di informazione sulla squadra e sui calciatori milanisti, interviste, impegni futuri, successi, commenti dettagliati delle partite disputate, il punto sul settore giovanile, notizie sull'Associazione Italiana Milan Clubs e sugli impegni sociali della squadra.
Generalmente in concomitanza con successi significativi in campionato o nelle coppe europee, la rivista usciva anche in un numero speciale. A ogni numero era solitamente associato un poster dedicato a un singolo giocatore della squadra, mentre all'inizio di ogni stagione sportiva si trovava allegato il poster della rosa ufficiale.
Dal settembre 2018 al maggio 2022 la sola testata è stata utilizzata come match program in formato digitale, realizzato in occasione delle partite casalinghe della squadra milanista.